# 森下美緒
森下 美緒（もりした みお、1975年11月30日 - ）は、日本のAV女優。
2021年リズムプロモーションへの移籍とともに西園寺 美緒（さいおんじ みお、1976年2月16日 - ）へ改名。

## 略歴・人物
2016年4月にデビューした熟女系AV女優。
2021年、バンビプロモーションからリズムプロモーションへの移籍を発表。芸名を西園寺美緒に変更する。

## 出演作品

### アダルトDVD
2016年
- 初撮りおばさんドキュメント（4月25日、マドンナ）
- 念願のマイホームで… 妻の母と同棲生活（5月25日、マドンナ）
- ノーパンで僕を誘惑する隣の奥さん（6月25日、マドンナ）
- 息子の同級生に毎日輪姦されています。（8月25日、マドンナ）
- 勃起チ○ポに発情して、思わず本番させちゃう美熟女デリヘル嬢（9月25日、マドンナ）
- 美緒おばさんの汗だく高速騎乗位で恥骨が折れそうになった僕（12月1日、マドンナ）
- マジックミラーの向こうには愛する旦那! 不妊に悩む美人妻がお金のために絶対イカせてもらえない寸止め焦らし体験! 「お願いイカせて……」 極限まで寸止めされ絶頂欲求が高まり中出しおま○こSEX!（12月9日、DOC）※「みさ」名義　他出演:ゆみこ、めぐ

2017年
- 密室で何度も寸止めされイキ我慢を強いられた貞淑妻 〜入院中の夫のお見舞いにきた人妻 美緒さんの場合〜（1月19日、F&A）
- Face to Face 7th season（2月2日、SILK LABO）他出演:かなで自由、佐伯かのん
- 本当にあった!! 完熟生保レディの中出し契約テクニック（2月9日、センタービレッジ）
- お義母さん、にょっ女房よりずっといいよ…（3月10日、タカラ映像）
- 彼女の母（3月16日、センタービレッジ）
- ザ・面接 VOL.153 性欲おばけとコケティンポ う゛ぁ〜!（3月20日（レンタル）/5月26日（セル）、アテナ映像）他出演:川村まいの、柊さき
- 駆け落ちした母親（4月17日、ソルトペッパー）
- はじめての固定バイブ生電話 美人な奥様たちにエッチなゲームしながら旦那様に電話してもらいました!（4月21日、DOC）※「なおみ」名義　他出演:けいこ、ことは、りさ、まき、まい、あさみ、ゆき、はるか
- ［閲覧注意］輪姦レイプ映像 ノーカット無編集 「婦女強姦犯罪記録」 強烈!クロロホルムとスタンガンで昏睡、媚薬で痙攣、犯されイカされ奴隷化した主婦（5月1日、熟女塾）
- レズビアン訪問介護サービス 人妻を口説く魔性の女（5月13日、U&K）共演:新堂有望
- ヘンリー塚本 夫婦交換 妻が男とやっているのをのぞく（6月13日、FAプロ）他出演:円城ひとみ、若林美保、京野美麗
- WifeLife vol.021 昭和50年生まれの森下美緒さんが乱れます 撮影時の年齢は42歳 スリーサイズはうえから順に85/61/87（6月16日、SEX Agent）
- 人妻を買い取り強制撮影! 調教部屋で凌辱されるセレブ美熟女（6月19日、艶熟）
- 熟シャッ!! 熟女を溺愛するカタチ（6月30日、ワープエンタテインメント）
- 寝取られ人妻レズビアン 妻と部下のレズビデオレター（7月1日、U&K）共演:八咲唯
- 赤ふんレズビアン 其の弐（U&K）共演:新堂有望　他出演:一条綺美香、金島裕子、塩崎桐子、小池絵美子、大宮明江
- 娘婿の朝勃ちチ○ポを狙うお義母さん（7月1日、プラネットプラス）
- ヘンリー塚本 男と女が狂おしく燃える時 接吻（7月13日、FAプロ）他出演:浅井舞香、葵千恵、涼川絢音、横山夏希、眞ゆみ恵麻、加藤ツバキ、小池絵美子、成澤ひなみ、円城ひとみ、大沢萌、水嶋アリス、原美織、桐島美奈子、塚田詩織、若林美保
- 兄嫁を縛って孕ませたい…（8月3日、グローリークエスト）
- 兄嫁（8月11日、なでしこ）
- 四十しざかり妻の欲望と本性 「早く奥までちょうだい〜!」（8月20日（レンタル）/10月27日（セル）、アテナ映像）他出演:香澄麗子、長谷川澪
- 絶対抜ける! ド迫力映像 あ〜いくぅ その時女はエロスの極み（9月1日、FAプロ）他出演:神納花、桐島美奈子、春原未来、倉本雪音、原美織、横山夏希、成宮いろは、涼川絢音、中島京子、天野小雪、水嶋アリス、葵紫穂、塚田詩織、川越ゆい、葉月もえ、本真ゆり、真弓あずさ、七海ゆあ、久我かのん、桜咲姫莉、香山亜衣、神山なな、生駒はるな
- お母さんの玩具になった僕 超淫乱！妖艶美義母の絶頂!（9月7日、ルビー）
- 上品で美しい四十路成熟妻をエロ仕掛けガチモニタリング Vol.6 股間の疼きに我慢できず肉棒で乱れまくる妻たち（9月20日（レンタル）/11月24日（セル）、アテナ映像）他出演:嶋崎かすみ、海老原楓
- おばんにおまかせ 3 〜奉仕上手で肉棒狂い、熟女達のねばっこい尺八は癖になる〜（9月22日、SEX Agent）他出演:井上綾子、秋月しずこ、安野由美、倉本雪音、新川千尋、鮎原いつき、京野美麗
- 熟女の匂い立つ足裏 艶熟フェチ画報 Vol.4（10月1日、熟女塾）他出演:大崎静子、有坂つばさ
- 松本から上京した嫁の母が… 四十路義母 森下美緒（11月20日、スターパラダイス）
- SEX狂いのいい女たち（12月1日、FAプロ）他出演:天野小雪、京野美麗、倉本雪音、宮崎あや、佐伯かのん
- 再婚相手より前の年増な女房がやっぱいいや…（12月14日、タカラ映像）
- 特急電車のボックスシートで美熟女ハーレム 彼女に振られた傷心旅行でヤラシイ熟女3人とギュウギュウ状態になった結果www熟女のテクでめちゃくちゃヤラでまくったボク!（12月21日、ROCKET）共演:北島玲、桐島美奈子

2018年
- ボロ貸間四畳半 熟女淫語レズ（1月13日、U&K）共演:井上綾子
- おばんにおまかせ 4 〜とろける口内の安らぎ、激しい貪りに感じる強さ、欲望を受け止める包容力。男が熟女に行き着く訳〜（1月19日、SEX Agent）他出演:一条綺美香、井上綾子、櫻井菜々子、円城ひとみ、広永有未、艶堂しほり、内原美智子、秋月しずこ
- 雁字搦めでイキ続ける女たち ガンギマリポルチオ!! Vol.2（1月19日、エクスタシー・ワークス）他出演:羽月希、前田あこ、神楽アイネ
- 秘肉淫壺拷問倶楽部 〜狂おしく悶える蜜唇の痙攣は切なく続く〜 第参話:残酷すぎるセレブ妻の熟肉炎上絶頂（1月25日、Baby Entertainment）
- 男犯好きの熟女に壊れるほど犯されて絶頂が止まらないアナル家畜男（2月25日、M男パラダイス）
- 性感開発 男の快楽研究所（3月7日、MEGAMI）
- 軟体デカ尻エクササイズ 巨尻インストラクターと軟体美尻生徒のドスケベ尻トレ教室（3月15日、グローリークエスト）共演:きみと歩実
- ザーメンと唾液が大好きな筋トレおばさん（3月19日、ドグマ）
- ザ☆サテン痴女 手コキ男犯 02 連射・男の潮吹き・亀頭ドライ・尿道・睾丸責め（3月25日、MEGAMI）他出演:成澤ひなみ、真木今日子、池上まひろ
- 不貞な中年女（3月27日、熟女画報社）
- NTR 言いなり義母 寝取った義母は僕の性奴隷（4月12日、センタービレッジ）
- 禁断! 熟母 4 〜父親が寝ている横で息子は母と禁断行為〜（4月25日、ながえスタイル）
- あん時のセフレは… 友人の母親（4月26日、タカラ映像）
- ［閲覧注意］熟女輪姦レイプ映像 File#04「被害者:美魔女主婦」（5月1日、熟女塾）他出演:古川祥子、大崎静子
- 母子姦 妖艶な装いで息子を魅了してしまう美人母（5月3日、グローリークエスト）
- お色気P●A会長&悩殺女教師と悪ガキ生徒会（6月21日、グローリークエスト）共演:葵千恵
- 婿に抱かれた義母（6月28日、タカラ映像）
- ヘンリー塚本原作 情熱のオーガズム 女が最も愛おしい瞬間（7月13日、FAプロ）他出演:卯水咲流、天海しおり、前田あこ
- 夜這い 真夜中に寝ている夫の隣で中出しされる人妻 2（7月19日、グローリークエスト）他出演:小早川怜子、柳あきら、二ノ宮慶子、翔田千里
- ヘンリー塚本原作 五十路妻 絶頂エクスタシー（9月1日、FAプロ）他出演:
- 媚薬オイル緊縛エステに堕ちた美人妻 エビ反り痙攣潮吹き! 激しくイキ狂う熟れた女体!!（9月1日、熟女塾）
- 義妹を寝取るレズビアン美熟女（9月28日、グローバルメディアエンタテインメント）共演:葉山りん
- 義理の息子 性欲の強い息子にめろめろにされた義母（10月11日、タカラ映像）
- 【羞恥】ババコス!【BBA】奥さんをノーブラセー●ーヴィー○スにしてみたら透け乳首が卑猥すぎた件 【中田氏】（11月1日、プラム）
- 年下レズビアンに愛された私 (11月7日、マドンナ) 共演:跡美しゅり

## 出演

### テレビ
- ダラケ! 〜お金を払ってでも見たいクイズ〜（2018年12月6日、20日、BSスカパー!）